# 马罗克弗尔德
马罗克弗尔德，是匈牙利佐洛州所辖的一个村，总面积7.44平方公里，总人口41，人口密度5.5人/平方公里（2010年1月1日）。